# Drury Lake
Der Drury Lake ist ein See im kanadischen Yukon-Territorium.

## Lage
Der Drury Lake liegt 60 km westlich von Faro und 90 km östlich von Carmacks.
Der 25 km² große See erstreckt sich über eine Länge von 23 km in überwiegend westnordwestlicher Richtung. Seine maximale Breite beträgt 1,4 km. Der See liegt auf einer Höhe von etwa 720 m. Der Drury Creek entwässert den See. Dieser fließt vom südöstlichen Seeende nach Süden zum Little Salmon Lake. Entlang dem Nordostufer erstreckt sich der Gebirgszug Glenlyon Range, der zu den Pelly Mountains zählt. Am westlichen Seeufer befindet sich ein Fishing Camp für Angeltouristen. 

## Seefauna
Im See kommt neben anderen Fischarten die Arktische Äsche vor.